# Kenneth McAlpine
Kenneth McAlpine, britanski dirkač Formule 1, * 21. september 1920, Cobham, Surrey, Anglija, Združeno kraljestvo, † 8. april 2023.
Debitiral je na domači dirki za Veliko nagrado Velike Britanije v sezoni 1952, kjer je zasedel šestnajsto mesto, v tej sezoni pa je zabeležil le še en odstop. V naslednji sezoni 1953 je na štirih dirkah dosegel uvrstitev le na dirki za Veliko nagrado Nemčije, kjer je s trinajstim mestom dosegel uvrstitev kariere. 
Zadnjič je v Formuli 1 nastopil na domači dirki za Veliko nagrado Velike Britanije v sezoni 1955, kjer je odstopil.

## Popolni rezultati Formule 1
(legenda) (odebeljene dirke pomenijo najboljši štartni položaj, poševne pa najhitrejši krog, †-uvrščen kljub odstopu)
| Leto | Moštvo                | Šasija           | Motor                  | 1   | 2   | 3       | 4   | 5     | 6      | 7      | 8       | 9      | Prv | Toč |
| ---- | --------------------- | ---------------- | ---------------------- | --- | --- | ------- | --- | ----- | ------ | ------ | ------- | ------ | --- | --- |
| 1952 | Connaught Engineering | Connaught Type A | Lea-Francis Straight-4 | ŠVI | 500 | BEL     | FRA | VB 16 | NEM    | NIZ    | ITA Ret |        | -   | 0   |
| 1953 | Connaught Engineering | Connaught Type A | Lea-Francis Straight-4 | ARG | 500 | NIZ Ret | BEL | FRA   | VB Ret | NEM 13 | ŠVI     | ITA NC | -   | 0   |
| 1955 | Connaught Engineering | Connaught Type B | Alta Straight-4        | ARG | MON | 500     | BEL | NIZ   | VB Ret | ITA    |         |        | -   | 0   |